# Epictia ater
Epictia ater — вид змій родини струнких сліпунів (Leptotyphlopidae). Мешкає в Центральній Америці.

## Поширення і екологія
Epictia ater мешкають на заході і півночі Гондурасу та на тихоокеанському узбережжі Нікарагуа і Коста-Рики. Вони живуть в сухих тропічних лісах в низинах і вологих тропічних лісах в передгірях, під камінням і серед лісової підстилки, на висоті до 1340 м над рівнем моря. Живляться мурахами і термітами. Відкладають яйця.